# Sarnen
Sarnen (, toponimo tedesco) è un comune svizzero di 10 742 abitanti del Canton Obvaldo; ha il titolo di città ed è la capitale e il centro più popoloso del cantone.

## Geografia fisica
Il territorio di Sarnen si estende sulla sponda settentrionale dell'omonimo lago; il nucleo urbano sorge allo sbocco del lago nel fiume Aa di Sarnen.

## Storia
Dal 1798 al 1801 fu capoluogo del Canton Waldstätten della Repubblica Elvetica; il comune politico è stato istituito nel 1850.

## Monumenti e luoghi d'interesse

### Architetture religiose
- Chiesa parrocchiale cattolica dei Santi Pietro e Paolo, attestata dal 1036 e ricostruita nel XII secolo e nel 1658-1662 in stile barocco[3];
- Chiesa cattolica di Santa Maria Lauretana, eretta nel 1556 dal landamano Niklaus Imfeld e da sua moglie e ricostruita nel 1658-1662[3];
- Chiesa cattolica di Sant'Antonio (già chiesa conventuale cappuccina), attestata dal 1500, ricostruita nel 1644-1646 e nel 1895[3];
- Convento di Sant'Andrea (Frauenkloster St. Andreas), monastero di benedettine fondato a Engelberg e trasferito a Sarnen nel 1615[3][4].

### Architetture civili
- Municipio (Rathaus) o Palazzo del Consiglio sulla Dorfplatz, costruito nel XIV secolo in legno, ricostruito nel 1729-1731 e ampliato nel 1787[3];
- Haus am Grund[3], alle spalle della chiesa, edificio ligneo del 1589, che incorpora una casatorre medievale[senza fonte];
- Fortezza di Landenberg[3].

## Società

### Evoluzione demografica
L'evoluzione demografica è riportata nella seguente tabella:
Abitanti censiti

## Cultura

### Musei

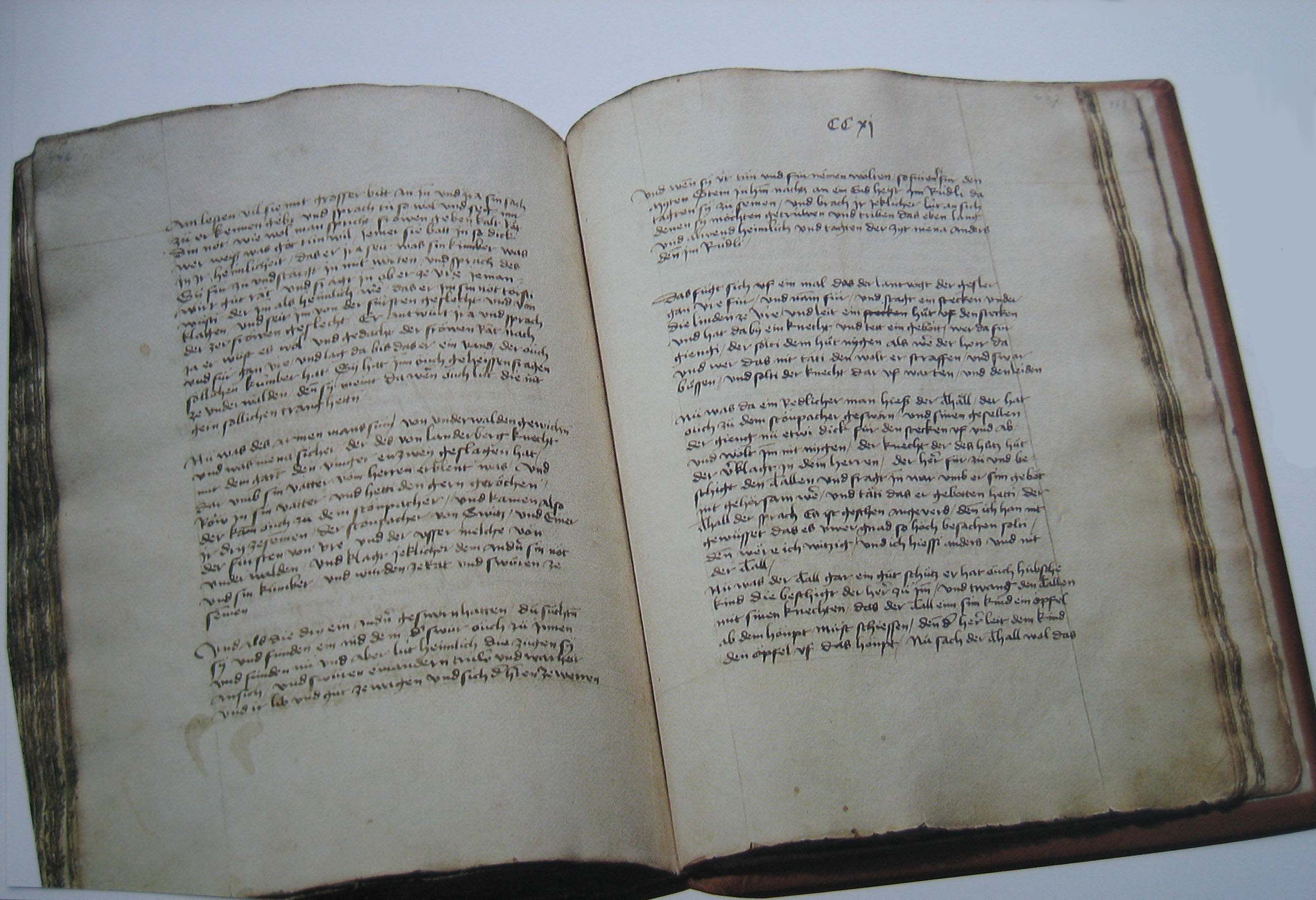
Il Libro bianco di Sarnen

- Archivio di Stato di Obvaldo che conserva fra l'altro un manoscritto fondamentale per la storia della nascita della Confederazione elvetica: il Libro bianco di Sarnen[3], che contiene i primi riferimenti a Guglielmo Tell e al Grütli[6];
- Museo storico di Sarnen[3].

## Geografia antropica

### Quartieri
I quartieri di Sarnen (fino al 2004 "comunità di distretto") sono:
- Freiteil (o Sarnen-Dorf)
  - Bitzighofen
  - Kirchhofen
- Kägiswil[7]
  - Kreuzstrasse
  - Schwarzenberg
- Ramersberg
- Schwendi
  - Stalden[8]
  - Wilen

## Economia
L'economia locale si basa prevalentemente sull'industria (Sarna, plastica; Leister, metalmeccanica; Nahrin e Saguna, alimentare) e sul turismo (lago di Sarnen).

## Infrastrutture e trasporti

### Strade

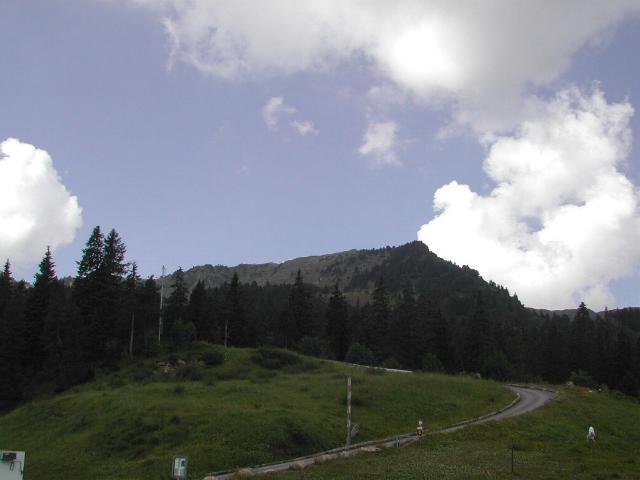
Il passo Glaubenberg

Sarnen è servita dalle uscite di Sarnen Nord e Sarnen Süd/Sachseln sull'autostrada A8 ed è caposaldo d'itinerario della strada principale 4; il passo Glaubenberg la collega a Entlebuch, nel Canton Lucerna.

### Ferrovie

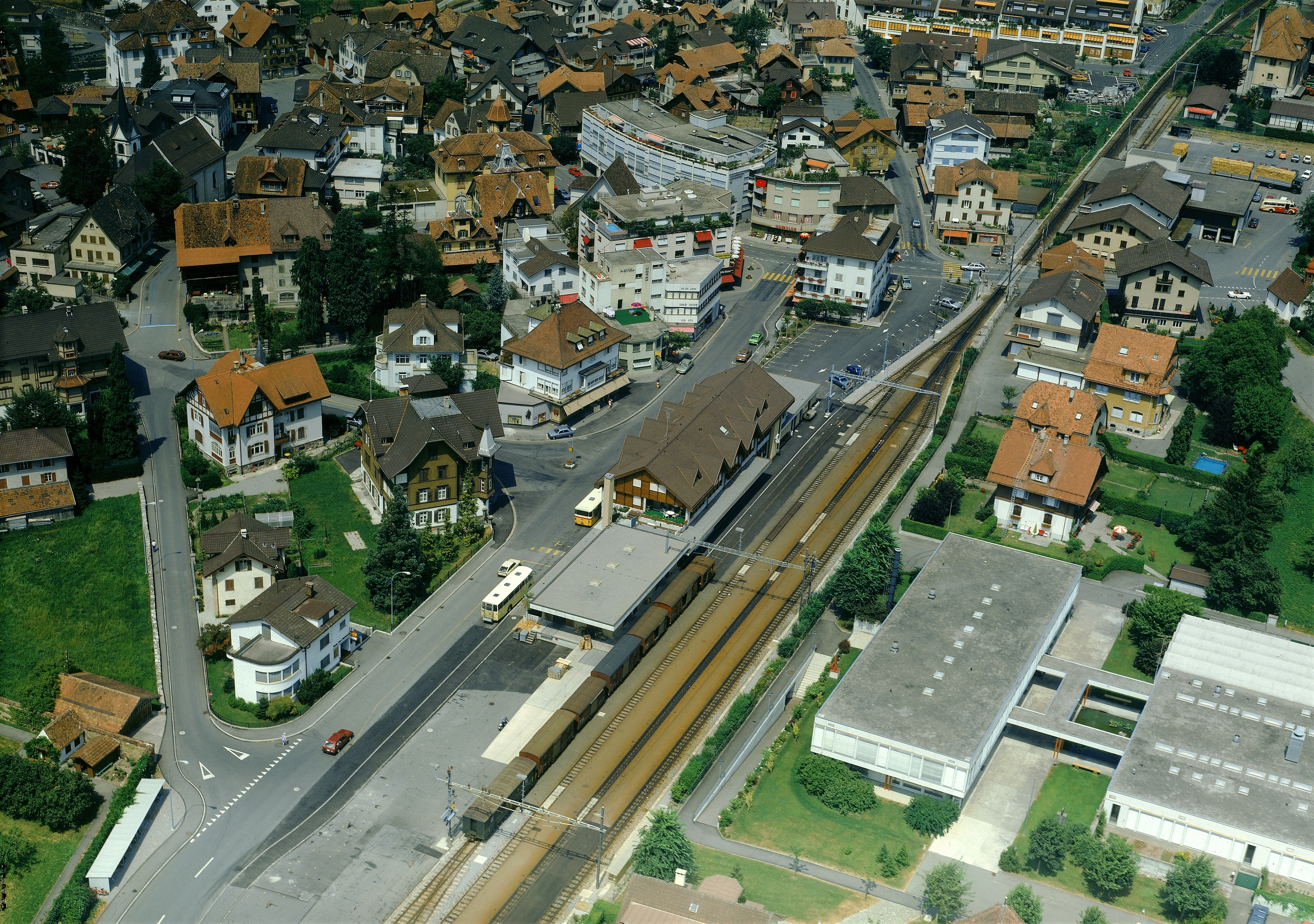
La stazione di Sarnen

Sarnen di trova lungo il tracciato della ferrovia del Brünig (linee S5 e S55 della rete celere di Lucerna); nel territorio comunale sorgono l'omonima stazione e quelle di Sarnen Nord e di Kerns-Kägiswil.

### Aeroporti

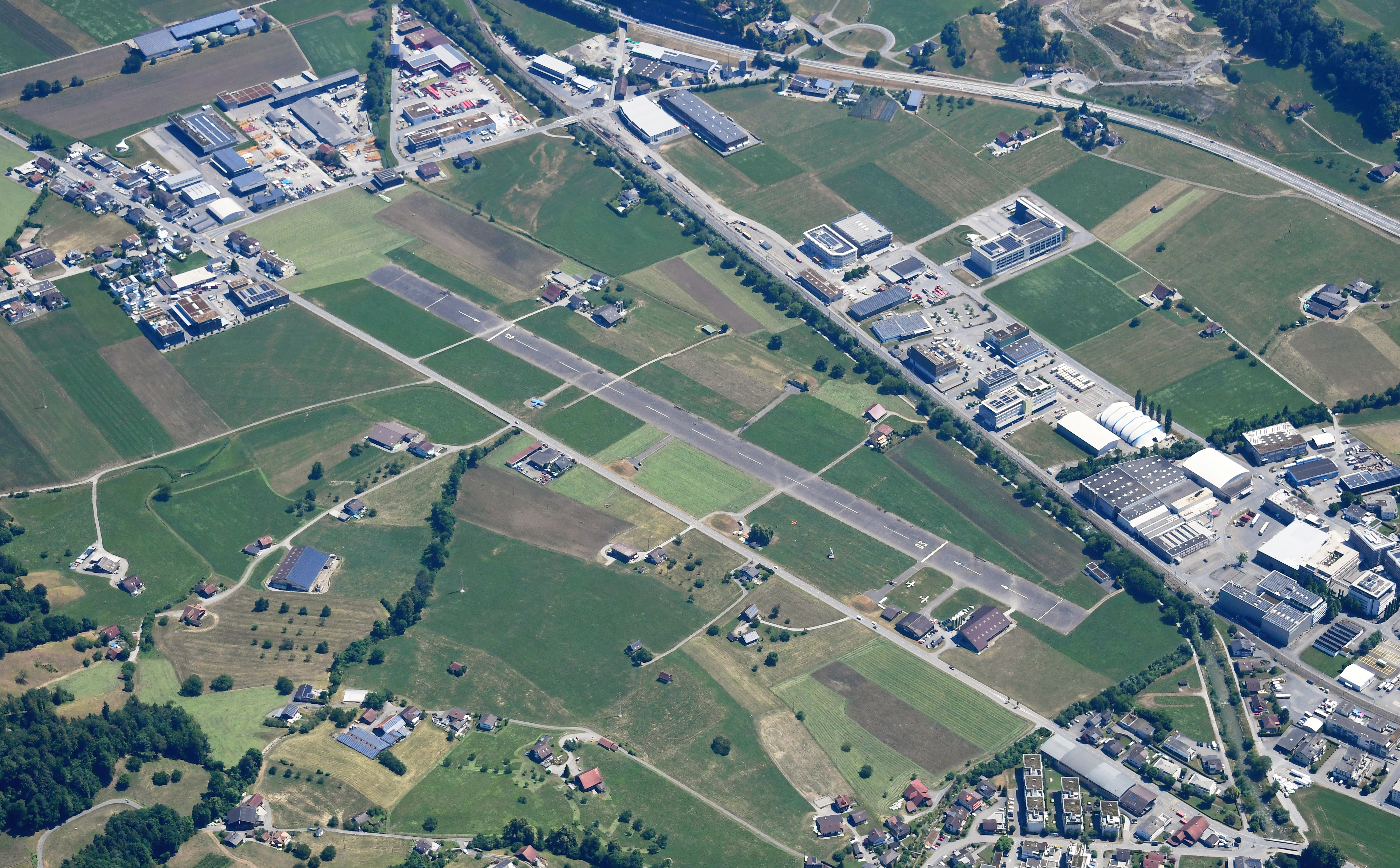
L'aeroporto di Kägiswil

La città è servita dall'aeroporto civile di Kägiswil.